# Manticora

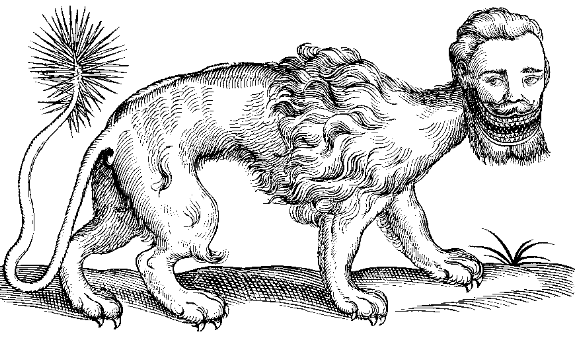
Manticora, do livro The History of Four-footed Beasts (1607)

Mantícora é uma criatura mitológica, semelhante às quimeras, com cabeça de homem, três afiadas fileiras de dentes de tubarão e com voz trovejante - e corpo de leão (geralmente, com pelo ruivo), olhos de cores diferentes e cauda de escorpião ou de dragão com a qual pode disparar espinhos venenosos, que matam qualquer ser, exceto o elefante. Em algumas descrições, aparece com asas de dragão ou morcego, variando as descrições.

## Origem
Originária da mitologia persa, onde era apresentada como um monstro antropófago; o termo que a identifica tem também origem na língua persa: de martiya (homem) e khvar (comer). A palavra foi depois usada pelos gregos, na forma Mantikhoras, que deu origem ao latim Mantichora. A figura passou a ser referida na Europa através dos relatos de Ctésias de Cnido, um médico grego da corte do Rei Artaxerxes II, no século IV a.C., nas suas notas sobre a Índia ("Indika"). Esta obra, muito utilizada pelos escritores gregos de História Natural, não sobreviveu até a atualidade. Plínio, o Velho incluiu-a na sua História Natural. Mais tarde, o escritor grego Flávio Filóstrato mencionou-a em sua obra Vida de Apolônio de Tiana (livro III, capitulo XLV). Possuem uma pele que repele quase todos os feitiços conhecidos. Segundo algumas lendas, as mantícoras surgiram quando um rei foi amaldiçoado e se transformou em mantícora. Aparentemente estas criaturas foram inspiradas em tigres.
Até hoje, muitas histórias de pessoas desaparecidas na Índia são ligadas às mantícoras. Hoje sabemos que, na verdade, os responsáveis pelos desaparecimentos eram os tigres. A mantícora é famosa por cantarolar baixinho enquanto come sua presa a fim de distraí-la e/ou amedrontá-la.

## Na cultura popular
- No anime One Piece, Luffy luta com várias mantícoras que estavam sendo mantidas na prisão Impel Down.
- No jogo World of Warcraft, aparece uma mantícora como uma montaria e também como PNJ (Criatura do Jogo), além de ser o mais utilizado pela Horda.
- Uma mantícora aparece em Percy Jackson e os Olimpianos: A Maldição do Titã de Rick Riordan. Também pode ser vista no filme O Mar de Monstros.
- No seriado Merlin, uma mantícora aparece no episódio nono da terceira temporada (Love in the Time of Dragons) como uma criatura invocada do mundo espiritual que pode exercer controle sobre homens. O comportamento da mantícora lembra a de um cachorro bulldog.
- No álbum Tarkus (1971) da banda de Rock Progressivo inglês Emerson, Lake & Palmer (ELP), uma das subpartes da música título se chama "Manticore" (o equivalente de mantícora, em inglês). Em 1973, a banda fundaria seu próprio selo, a gravadora "Manticore".
- No jogo God of War: Ascension, a mantícora aparece como um inimigo, enfrentado na Torre de Delfos e na Lanterna de Delos.
- No sétimo volume publicado pela Panini da história em quadrinhos Fábulas (Fables, no original), criada por Bill Willingham, uma mantícora aparece lutando contra o exército de madeira do adversário.
- No jogo Age of Mythology, aparece uma mantícora como uma criatura mitológica ao venerar, na Era Heroica, o Deus Apolo.
- Na série Crônicas de Gelo e Fogo, livro um (A Guerra dos Tronos), aparece uma referência às mantícoras que eram mantidas em jaulas no Mercado Oriental.
- Também na mesma série, no livro três, é dito que o príncipe Oberyn Martell utiliza veneno de mantícora refinado em sua lança, o que permite matar seus oponentes lenta e dolorosamente, o que lhe dá o título de "The Red Viper" (A Víbora Vermelha).
- No jogo Cabal Online, a mantícora aparece como um "chefe" do mundo.
- No jogo Torchlight II, como um subchefe do segundo ato do game, onde o jogador encontra-se com duas mantícoras.
- A banda de comédia americana Ninja Sex Party fez uma música sobre a mantícora.
- Em Harry Potter e o Prisioneiro de Azkaban, Hermione conta sobre um caso ocorrido em 1296 envolvendo uma mantícora.
- No jogo Smite, uma mantícora aparece como um vigia e um ícone.
- No jogo The Witcher 3, como parte integral da expansão Blood and Wine, um dos conjuntos dos equipamentos de bruxo é composto pela escola da mantícora.
- Na telesérie Grimm, uma mantícora aparece como um tipo de wesen.
- No jogo ARK: Survival Evolved, aparece uma mantícora como um chefe para derrotar.
- Na série de jogos Castlevania, o monstro mantícora é um inimigo presente em várias edições.
- No filme de animação Dois Irmãos: Uma Jornada Fantástica (Pixar, 2019), Corey, uma mantícora, é uma importante personagem, dublada por Octavia Spencer.